# علی عبدالرضایی
علی عبدالرضایی شاعر، نویسنده، نظریه‌پرداز ادبی و تحلیلگر سیاسی ایرانی-بریتانیایی که بیش از ۳۸ جلد کتاب به رشته تحریر درآورده است. او قبل از ترک ایران در سال ۱۳۸۰شمسی به عنوان یکی از نوآورترین شاعران ادبیات معاصر فارسی شناخته می‌شد. او ایده ایرانارشیسم را به عنوان راهکاری برای مبارزه با حاکمیت جمهوری اسلامی ایران مطرح کرد.

## تحصیلات
عبدالرضایی پس از اتمام دورهٔ متوسطه و به منظور ادامه تحصیل به تهران نقل مکان کرد. او فارغ‌التحصیل رشتهٔ مهندسی مکانیک از دانشگاه صنعتی خواجه نصیرالدین طوسی تهران بوده است.

## زندگی و حرفه
فعالیت عبدالرضایی به عنوان شاعر از سال ۱۳۶۴ آغاز شد. مدتی نگذشت که او از تدریس و سخنرانی عمومی در ایران منع شد. در سال ۱۳۷۶ زمانی که خاتمی رئیس‌جمهور وقت ایران، شد سانسورها کاهش داده شد، کتاب سوم عبدالرضایی با عنوان «پاریس در رنو» در ایران منتشر شد. این مجموعه شعر به دلیل دیدگاه‌های آوانگارد زبانی و رویکردهای تازه پست‌مدرنیستی بسیار مورد توجه قرار گرفت. از کتابهایی که تاکنون از وی منتشر شده است، دوازده کتاب در ایران و بقیه در خارج از ایران انتشار یافته‌اند. بعضی کتاب‌های شعر عبدالرضایی به زبان‌های دیگر ترجمه و منتشر شده وی در جشنواره‌های بین‌الملی شعری متعددی شرکت کرده و به شعرخوانی پرداخته است. در زمان حضورش در ایران، به گفته خودش تنها دعوت‌هایی را که توسط دانشگاه‌ها ارائه شده بود، می‌پذیرفت. از این رو او به «شاعر دانشگاه» شهرت یافته بود.
وزارت ارشاد پس از انتشار «شینما»، نشر نوشته‌های او را ممنوع کرد و او را از تدریس و سخنرانی منع کرد.
بنابراین در سال ۲۰۰۱ ایران را ترک کرد، او ابتدا به فرانسه، سپس به آلمان و از سال ۲۰۰۵ در انگلستان اقامت گزید. پس از استقرار در انگلستان، شروع به برگزاری کارگاه‌های شعر کرد و از سال ۲۰۱۴ تا ۲۰۱۶ به عنوان رئیس سازمان نویسندگان در تبعید بریتانیا انتخاب شد.
او در سال ۲۰۱۴ فضایی آنلاین و کانال تلگرام به نام کالج شعر را برای علاقه‌مندان به یادگیری شعر و نویسندگی ایجاد کرد.
عبدالرضایی در سایت ایرانارشیسم ادعا کرده که در پی اعتراضات دی ۱۳۹۶ ایران چند تن از شاگردان او کشته و زندانی شدند؛ بنابراین تمرکز آموزه‌های او از شعر و نویسندگی به مبارزه سیاسی علیه حکومت جمهوری اسلامی تغییر یافت.

## آثار
عبدالرضایی سرودن را به‌طور حرفه‌ای با انتشار اولین کتابش با نام «تنها آدم‌های آهنی در باران زنگ می‌زنند» در سال ۱۳۷۲ آغاز کرد. در اوایل دهه هفتاد، عبدالرضایی به همراه چند شاعر دیگر به پست مدرنیسم گرایش پیدا کرد.
تاکنون دوازده جلد از کتابهای شعر علی در ایران به چاپ رسید و بقیه نیز در تبعید منتشر شده‌اند. در ماه بهمن سال ۱۳۹۲، سال‌ها پس از تبعید و ۱۳ سال پس از توقیف کل آثارش در ایران، دولت روحانی در شروع کارش، اجازه انتشار چهار کتاب جدیدتر عبدالرضایی را بین سال‌های ۱۳۹۲ تا ۱۳۹۳ داد. اما دقیقاً هفت ماه بعد، حکومت اسلامی آنها را در نمایشگاه کتاب تهران مصادره کرد و باز ممنوعیت نشر و فروش آثار عبدالرضایی از سر گرفته شد و تا امروز ادامه دارد.
مجله شعر اینترنشنال خاطرنشان می‌کند که اشعار پست مدرن عبدالرضایی «بر ماهیت پیچیده زبان، دانش و ذهنیت متمرکز است».
عبدالرضایی که «شاعر آنارشیست» نیز نامیده می‌شود، یکی از ۳۴ شاعر بین‌المللی است که آثارش توسط کتابخانه ملی بریتانیا برای آرشیو صدا انتخاب شده است. اشعار او به زبان‌های دیگر از جمله انگلیسی، آلمانی، فرانسوی، ترکی، اسپانیایی، عربی، پرتغالی، هلندی، سوئدی، فنلاندی، کرواتی، اردو و … ترجمه و منتشر شده است. او همچنین مدیر و صاحب امتیاز مجله فایل شعر است. این مجله مرجع تخصصی شعر و داستان است که ماهانه توسط انتشارات کالج شعر، منتشر می‌شد.
عبدالرضایی را «یکی از تأثیرگذارترین شاعران ایران» و همچنین «یکی از جدی‌ترین و جنجالی‌ترین شاعران نسل جدید شعر فارسی» معرفی کرده‌اند. تأثیر او حتی بر بسیاری از نویسندگان و پدید آورندگان ژانرهای مختلف غیرقابل انکار است و انگیزه گروهی از شاعران جوان برای ایجاد فرم و ساختار تازه در شعر نو فارسی است. جنبش شعر نو فارسی دارای زبان محاوره‌ای و موضوعات مدرن است که از مضامین سنتی احساسات سطحی و غیره عبور می‌کند.
عبدالعلی دستغیب، پرهام شهرجردی، تیرداد نصری، امین قضایی، مجیب مهرداد،منصور پویان و سعید احمدزادهٔ اردبیلی آثار او را نقد کرده‌اند.

## دیدگاه‌های سیاسی
در سیاست، عبدالرضایی بر این باور است که یک دموکراسی واقعی هرگز نمی‌تواند «از بالا به پایین» اعمال شود بلکه همیشه از پایین به بالا رشد می‌کند.
نظریه‌پردازی سیاسی علی عبدالرضایی که از سال ۲۰۰۰ میلادی آغاز شد، همیشه کنشی ضدِ اقتدار داشته و با ترکیب آنارشیسم و اکوسوسیالیسم و خرد پارتی در نهایت به ایرانارشیسم منجر شد. سخنرانی‌های سیاسی او بیشتر در گردهمایی‌های مجازی و زیرزمینی اتفاق افتاده که همه‌شان در وبسایت یوتیوب موجود است. از وی تاکنون مقالات متعدد آنارشیستی منتشر شده که در چندین جلد کتاب الکترونیکی منتشر شده.

### ایرانارشیسم
جهت اجرای تمرکززدایی، عبدالرضایی بر این باور است که هر وزارت‌خانه‌ای با ادارات دولتی وابسته‌اش باید در یک استان مستقر شود تا از این طریق پخش اطلاعات و قدرت و ثروت در سراسر ایران ممکن شود. در این امر باور بر این است که ادارات غیرمتمرکز، مشاغل و ثروتی را که ایجاد می‌کنند بین مردم ساکن در آن مناطق توزیع می‌کنند و همه در پایتخت انباشته نمی‌شود.
با ایجاد ادارات همه‌پرسی، دموکراسی در عمل بیمه می‌شود. این ادارات هر شش ماه، وظیفه جمع‌آوری آرای مردم در امور مربوط به اداره کشور را بر عهده خواهند داشت و هر گونه فرصتی را برای ایجاد دیکتاتوری از بین می‌برند.
عبدالرضایی همچنین دو نوع دموکراسی را برای ایران در نظر می‌گیرد که آن را «دموکراسی ترکیبی» متشکل از دموکراسی‌های مستقیم و غیرمستقیم می‌نامد. در دموکراسی مستقیم، کارنامه مدیران کشور و استان‌ها از طریق همه‌پرسی به رأی عموم مردم گذاشته می‌شود تا مردم برای چهار سال مجبور نباشند برای یک انتخاب اشتباه، تاوان دهند. در دموکراسی غیرمستقیم، نمایندگان مجلس و رئیس‌جمهور هر چهار سال از طریق انتخابات سراسری تعیین می‌شوند.

## تأثیرپذیری
علی عبدالرضایی از میان شاعران ایرانی علاقه ویژه‌ای به شعرهای فروغ فرخزاد و از میان شاعران غیر ایرانی نیز به آثار ناظم حکمت، ولادیمیر مایاکوفسکی و آرتور رمبو علاقه دارد.

## جوایز
- در سال ۱۳۹۲ کتاب «مادرد» او به عنوان «کتاب سال» منتقدان و شاعران حرفه‌ای ایران انتخاب شد. در این داوری بیش از نود تن از بهترین منتقدان و شاعران مستقل ایرانی شرکت داشتند.[۳۱]

## کتاب‌ها
- تنها آدمهای آهنی در باران زنگ می‌زنند، ویستار، تهران، ۱۹۹۱.[۳۲]
- نام این کتاب را شما بگذارید، شمال، تهران ۱۹۹۲.[۳۳]
- پاریس در رنو، نارنج، تهران، ۱۹۹۶.[۳۴]
- این گربه عزیز، نارنج، تهران، ۱۹۹۷.[۳۵]
- فی البداهه، نیم‌نگاه، تهران، ۱۹۹۹.[۳۶]
- جامعه، نیم‌نگاه، تهران، ۲۰۰۰.[۳۷]
- شینما، کتابی از علی عبدالرضایی و افشین شاهرودی همراز، تهران، ۲۰۰۱.[۳۸]
- من در خطرناک زندگی می‌کردم، پاریس، ۲۰۰۵.[۳۹]
- هرمافرودیت، پاریس، ۲۰۰۶.[۴۰]
- کادویی در کاندم، پاریس، ۲۰۰۶.[۴۱]
- رکیک تر از ادبیات، پاریس، ۲۰۰۷.[۴۲]
- In Riskdom Where I Lived, Publisher: Exiled Writers Ink (2008)[۴۳]
- پس خدا وجود دارد، پاریس، ۲۰۱۰.[۴۴]
- ترور، لندن، ۲۰۰۹.[۴۵]
- فکبوک، لندن، ۲۰۰۹.[۴۶]
- لااله الا لاو، پاریس، ۲۰۱۰.[۴۷]
- Ese عنوان کتابی حاوی ترجمه شعرهای علی عبدالرضایی به اسپانیایی، نشر: PoetruPub (2010)[۴۸]
- Sixology, Publisher: PoetryPub (2010)[۴۹]
- zerbombt doch all das weinen (ترجمه المانی شعرهای عبدالرضایی)، نشر PoetryPub(2010)[۵۰]
- ÖLÜRƏMSƏ KİM BU YALNIZLIĞA DÖZƏR (ترجمه شعرهای عبدالرضایی به ترکی استانبولی)، نشر: شعر پاریس (2010)[۵۱]
- دوایین چرکه (ترجمه شعرهای عبدالرضایی به زبان کردی)، نشر: پساهفتاد، 2011[۵۲]
- احتساب (ترجمه شعرهای عبدالرضایی به زبان اردو)، نشر: پساهفتاد، 2011[۵۳]
- کومولوس (ترجمه‌ها شعرهای علی عبدالرضایی به ترکی آذربایجانی)، نشر: شعر پاریس، 2011[۵۴]
- دوربین مخفی، لندن، هشتاد، ۲۰۱۱.[۵۵]
- حکمت س، هشتاد، لندن، ۲۰۱۱.[۵۶]
- فانتزی، نشر سه پنج، دوبی، ۲۰۱۱.[۵۷]
- بدکاری، علی عبدالرضایی، سال نشر ۲۰۱۱، نشر ناکجا
- زخم باز سال نشر ۲۰۱۲، نشر ناکجا[۵۸]
- No one says yes twice, Publisher: London Skool (7 July 2012)[۵۹]
- Short & little like i, Publisher: CreateSpace Independent Publishing Platform (8 May 2012)[۶۰]
- زرتشت برای چه می‌خندید؟، نشر ناکجا، 2013[۶۱]
- خدایا مرا ببخش، حالا نه! سال نشر ۱۳۹۳، نشر چشمه[۶۲]
- مادرد، سال نشر ۱۳۹۲، نشر بوتیمار[۶۳]
- گاز دنده گاز، سال نشر ۱۳۹۳، نشر بوتیمار[۶۴]
- عاشق ماشق، سال نشر ۱۳۹۳، نشر بوتیمار[۶۵]
- شب‌نشینی با مثل هیچ‌کس (گفتگوی محمد حسین ابراهیمی با علی عبدالرضایی، پاریس، ۱۳۹۰[۶۶]
- دیلِ گپ، انتشارات کالج شعر، ۱۳۹۵
- آنارشیست‌ها واقعی ترند، علی عبدالرضایی،انتشارات کالج شعر، ۱۳۹۵
- آب لاکو، علی عبدالرضایی،انتشارات کالج شعر، ۱۳۹۵
- تختخواب میز کار من است، علی عبدالرضایی،انتشارات کالج شعر، ۱۳۹۵
- من با قبول مخالفم، علی عبدالرضایی،انتشارات کالج شعر، ۱۳۹۵
- جمهوری اسپاگتی، علی عبدالرضایی،انتشارات کالج شعر، ۱۳۹۵
- اروتیکا، علی عبدالرضایی،انتشارات کالج شعر، ۱۳۹۵
- شهر نو، علی عبدالرضایی،انتشارات کالج شعر، ۱۳۹۵
- این سؤال ابدی، علی عبدالرضایی،انتشارات کالج شعر، ۱۳۹۵
- رجال الحدید فقط یصدءون تحت المطر (کتابی حاوی ترجمه عربی شعرهای عبدالرضایی)، نشر: PoetryPub (2016)[۶۷]
- I am the i، انتشارات کالج شعر، 2017[۶۸]
- Kismet: A Danse Macabre Anthology, Publisher: Independently published (10 Jan. 2018)[۶۹]
- Belles-Lettres: A Danse Macabre Anthology, Publisher: Independently published (9 April 2018)[۷۰]
- کارناوال‌های انتخاباتی، علی عبدالرضایی، انتشارات کالج شعر، ۱۳۹۶
- نقاشعر، کتابی از علی عبدالرضایی و امیرحسین جاویدمهر، سال نشر ۱۳۹۶، نشر هشت
- فراداستانِ فرودستان، علی عبدالرضایی، انتشارات ایرانارشیسم، 1396[۷۱]
- ایرانارشیست‌ها از فردا آمده‌اند، علی عبدالرضایی، انتشارات ایرانارشیسم، 1397[۷۲]
- چگونه شعری ننویسیم؟، نشر: کالج شعر، 1397[۷۳]
- شرلوژی، علی عبدالرضایی، انتشارات ایرانارشیسم، 1397[۷۴]
- فرهنگنامه ایرانارشیستی، علی عبدالرضایی، انتشارات ایرانارشیسم، 1398[۷۵]
- پایان اسلام در ایران، علی عبدالرضایی، انتشارات ایرانارشیسم، 1399[۷۶]
- سپاهِ روسپیه، علی عبدالرضایی، انتشارات ایرانارشیسم، 1399[۷۷]
- چپِ ملی، علی عبدالرضایی، انتشارات ایرانارشیسم، 1399[۷۸]
- گرگِ نزدیک، علی عبدالرضایی، انتشارات ایرانارشیسم، 1399[۷۹]
- آپان‌گان، علی عبدالرضایی، انتشارات ایرانارشیسم، 1399[۸۰]